# NGC 1640

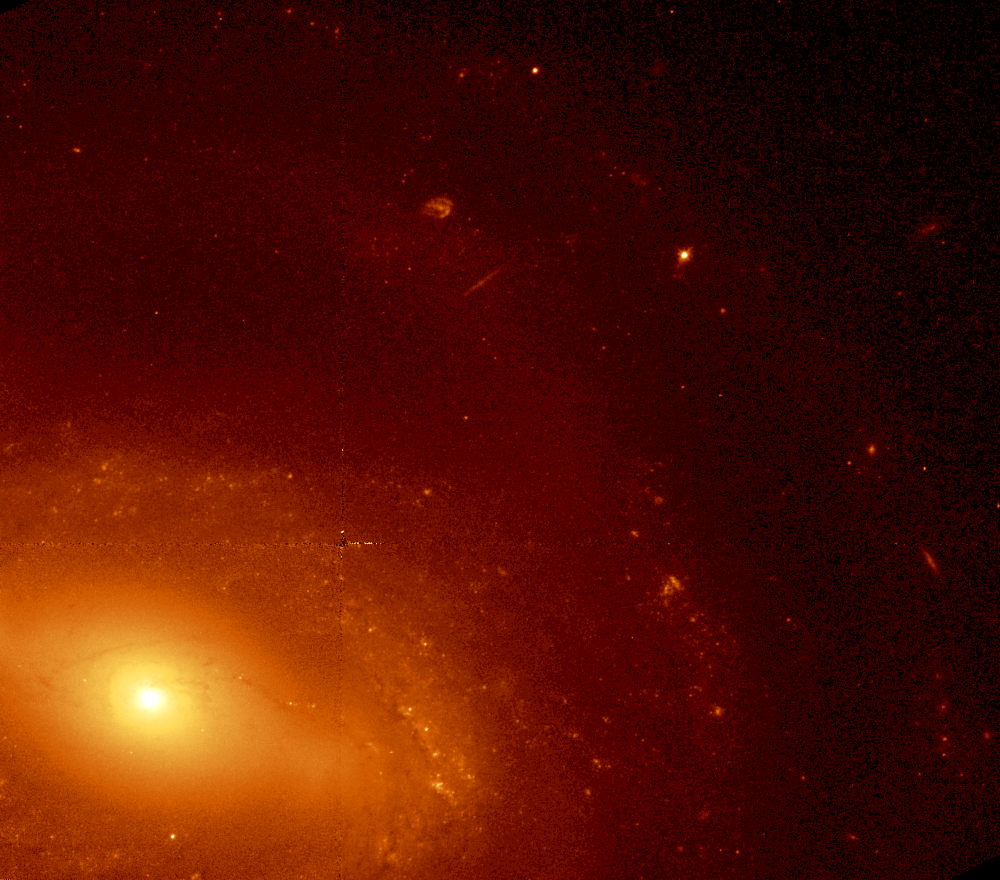
NGC 1640 par le télescope spatial Hubble.

NGC 1640 est une galaxie spirale barrée située dans la constellation de l'Éridan. NGC 1640 a été découverte par l'astronome américain Ormond Stone en 1885.

## Caractéristiques
La classe de luminosité de NGC 1640 est II et elle présente une large raie HI.

### Distance
Sa vitesse par rapport au fond diffus cosmologique est de 1 575 ± 4 km/s, ce qui correspond à une distance de Hubble de 23,2 ± 1,6 Mpc (∼75,7 millions d'al).
À ce jour, une douzaine de mesures non basées sur le décalage vers le rouge (redshift) donnent une distance de 14,775 ± 4,667 Mpc (∼48,2 millions d'al), ce qui est à l'extérieur des valeurs de la distance de Hubble. Notons que c'est avec la valeur moyenne des mesures indépendantes, lorsqu'elles existent, que la base de données NASA/IPAC calcule le diamètre d'une galaxie et qu'en conséquence le diamètre de NGC 1640 pourrait être d'environ 27,0 kpc (∼88 100 al) si on utilisait la distance de Hubble pour le calculer.

### Morphologie
NGC 1640 a été utilisée par Gérard de Vaucouleurs comme une galaxie de type morphologique (R')SB(r)b dans son atlas des galaxies,.

## Supernova
La supernova SN 1990aj a été découverte dans NGC 1640 le 18 décembre 1990 par l'astronome australien (scotto-australien) Robert H. McNaught. Cette supernova était de type Ib.